# 琅勃拉邦王国
琅勃拉邦王国是十八世纪瀾滄王國分裂後產生的小王國，位於老挝北部，其领土包括今天的琅勃拉邦、丰沙里、乌多姆赛等省。
1707年，瀾滄王國（當時中國稱之為南掌）分裂為萬象、占巴塞、琅勃拉邦三國。其中，琅勃拉邦靠近中國邊境，仍舊以「南掌」的名義向清朝朝貢，因此同瀾滄王國一樣，被清朝史料稱為南掌。
這個王國的國都位於琅勃拉邦（清代文書作隆勃剌邦），也因此而得名。

## 历史
1690年，瀾滄王國國王蘇里亞旺薩逝世，因無嗣，丞相甸·塔拉自立為王。但甸·塔拉不得人心，不久便被殺害。諸王子爭奪王位，瀾滄王國陷入內戰之中。1706年，蘇里亞旺薩之孫吉薩拉、英塔拉佔據琅勃拉邦，拒絕承認新任國王賽塔提拉二世的統治。賽塔提拉二世派弟弟攻打琅勃拉邦。吉薩拉不敵，琅勃拉邦被佔領，勃拉邦佛被從琅勃拉邦運到萬象。隨後，吉薩拉向暹羅大城王國求救。1707年，暹羅王素里延塔铁菩提派兵入侵萬象，兵臨萬象城下。賽塔提拉二世被迫向暹羅求和，並承認吉薩拉的王位。自此瀾滄分裂為琅勃拉邦王国和萬象王國，吉薩拉為琅勃拉邦王，賽塔提拉二世為萬象王。1723年，暹羅為了削弱瀾滄的勢力，又煽動占巴塞從萬象王國中獨立建國。
在分裂後的寮國三個小王國中，琅勃拉邦王国是唯一一個向中國進貢的。雍正八年（1730年），琅勃拉邦王国以“南掌”之名向清朝朝貢。初定為五年一貢，乾隆初改為十年一貢。
琅勃拉邦王国自建國以來就一直受到暹羅和緬甸的干涉。1713年，吉薩拉逝世，王位由翁坎繼承。吉薩拉的弟弟英塔拉不服，於1723年篡位。翁坎流亡清邁。1765年，緬甸侵略暹羅，大城王朝滅亡，琅勃拉邦王国臣服於緬甸。蘇林亞翁二世（Surinyavong II）在位期間，開始入侵萬象王國，但被駐紮清邁的緬甸將軍調停。1778年，暹羅派通鑾·扎克里進攻萬象王國。琅勃拉邦為求自保，向暹羅屈服，派兵追隨扎克里圍攻萬象。暹羅攻破萬象後，以為琅勃拉邦曾與緬甸勾結為名義，派兵進入琅勃拉邦，使其成為暹羅的屬國。
1791年，蘇林亞翁二世逝世，阿努魯塔（Anurutha）繼位。琅勃拉邦陷入王位鬥爭之中，使阿努魯塔於1792年一度被暹羅人逮捕，直至四年後才復位。死後，曼塔圖拉（Manthaturath）繼位。1827年，曼塔圖拉探知萬象國王昭阿努密謀反對暹羅起兵獨立，將此情報報告給了暹羅。暹羅出兵鎮壓，於翌年吞併萬象王國。1852年，琅勃拉邦王占塔·古曼（Chantha Kuman）因鎮壓香通寺民眾的叛亂受到暹羅的讚賞，暹羅將自萬象王國掠得的勃拉邦佛歸還給他。
此後的琅勃拉邦王国長期處於和平時期。直至19世紀中後期，因太平天國之亂失敗，許多太平軍殘餘勢力竄入印度支那半島北部，引發霍人戰爭。1872年、1874年、1875年琅勃拉邦王国、川壙王國以及萬象遭到這些所謂「霍人」的襲擊。1887年，琅勃拉邦受到黑旗軍的攻擊，國王溫坎一家被法國副領事奧古斯特·帕維成功救出，躲在西貢（今胡志明市）避難。
長期與「霍人」的戰爭使當地人對暹羅人的統治持不信任感，而對救出國王的法國人抱有好感。1893年法暹戰爭之後，琅勃拉邦王国脫離暹羅統治，與原萬象王國地域合併，成立老挝保護國。1905年，占巴塞王國併入老挝保護國。

## 琅勃拉邦國王
| 君主                            | 英文名         | 在位                         | 清代史料译名   | 越南史料译名 | 備註                                                          |
| ------------------------------- | -------------- | ---------------------------- | -------------- | ------------ | ------------------------------------------------------------- |
| 吉薩拉                          | Kitsarat       | 1707年–1713年                |                |              | 瀾滄國王蘇里亞旺薩之孫                                        |
| 翁坎                            | Ong Kham       | 1713年–1723年                |                |              |                                                               |
| 因他孫                          | Inthasom       | 1723年–1749年                | 島孫           | 昭印         | 吉薩拉之弟                                                    |
| 因塔蓬                          | Inthaphom      | 1749年                       |                | 昭楓         |                                                               |
| 索迪加·戈曼                     | Sotika-Kuomane | 1749年–1768年                | 準第駕公滿     |              | 自1765年起是缅甸属国                                          |
| 苏林亚翁二世                    | Surinyavong II | 1768年–1791年                | 召翁           |              | 至1778年为止是缅甸属国                                        |
| 暹罗占领（1791年–1792年）       |                |                              |                |              |                                                               |
| 阿努鲁塔                        | Anurutha       | 1792年1月3日 - 179?年        | 召蛇榮         | 𦵚乍         | 不被中國承認。 中國認定的王位合法繼承人是Ong Mankhu（召溫猛） |
| 暹罗占领（179?年–1794年6月2日） |                |                              |                |              |                                                               |
| 阿努鲁塔                        | Anurutha       | 1794年6月2日-1819年12月31日  | 召蛇榮         | 𦵚乍         | 復位                                                          |
| 曼塔图拉                        | Manthaturath   | 1819年12月31日-1837年3月7日  | 召蟒塔度臘     | 蘆芒         | 阿努鲁塔之子                                                  |
| 温胶                            | Unkeo          | 1837年–1838年                |                |              | 摄政                                                          |
| 苏卡森                          | Sukha-Söm      | 1838年-1850年9月23日         | 召喇嘛呢呀宮滿 |              |                                                               |
| 占塔·古曼                       | Chantha-Kuman  | 1850年9月23日-1868年10月1日  | 召整塔提臘宮滿 |              |                                                               |
| 温坎                            | Oun Kham       | 1868年10月1日-1895年12月15日 |                |              | 1888年4月至1895年12月15日由扎卡林攝政                         |
| 扎卡林                          | Zakarine       | 1895年12月15日-1904年3月25日 |                |              |                                                               |
| 西萨旺·冯                       | Sisavang Vong  | 1904年4月28日-1946年8月27日  |                |              |                                                               |